# Куче
 Тази статия е за животното.  За растението вижте кученце.  
Кучето (Canis familiaris или Canis lupus familiaris, като подвид на вълка) е средноголям бозайник, подвид на вълка (Canis lupus), опитомен още от зората на човечеството.
Едни от първите домашни животни, кучетата се използват широко по целия свят и играят важна роля в ранните човешки селища. Така например се смята, че заселването на Америка от хората би било невъзможно без използването на впрегатни кучета за пресичането на Беринговия проток. Благодарение на специфичните им природни особености (много остър слух, чувствително обоняние), кучетата се използват и за много други цели, като лов, в пасищното животновъдство, за защита, като домашни любимци. Днес броят на домашните кучета по света се оценява на 400 милиона.
През 15-те хиляди години от опитомяването на кучетата са се обособили няколко регионални групи животни, чиито морфологични белези и поведение са формирани от окръжаващата ги среда и от техните функции. С придобиването на познания в областта на генетиката, хората започват целенасочено да създават породи кучета, приспособени за определени цели. При този процес се формират стотици различни породи, в резултат на което при кучетата се наблюдават повече поведенчески и физически вариации, отколкото при всеки друг сухоземен бозайник. Например височината варира от двадесетина сантиметра при чихуахуа до около 80 сантиметра при ирландския вълкодав, цветът може да бъде от бял през сив до черен и от светлокафяв до тъмнокафяв при голямо разнообразие на шарки, козината може да бъде къса или дълга, рядка до подобна на вълна, права, къдрава или гладка. Породите се различават и по издръжливост, поддаване на дресировка, бързина и други.

## Таксономия
В първоначалната класификация на организмите на Карл Линей от 1758 година домашното куче е класифицирано като Canis familiaris и Canis familiarus domesticus. През 1993 година то е прекласифицирано от Смитсъновия институт и Американското дружество на мамалозите като Canis lupus familiaris, подвид на вълка Canis lupus, и днес това е наложеното в научната литература наименование. Убедителни доказателства от етологията, морфологията и молекулярната биология водят до съвременното научно разбиране, че един биологичен вид, вълкът, е общият предшественик на всички породи домашни кучета. В същото време времето и механизмът на обособяване на кучетата са предмет на спорове.

## Произход и еволюция
Домашните кучета наследяват сложна социална йерархия и поведение от техните предци вълците. Кучетата са стадни ловци със сложен набор от практики, имащ връзка в определянето на позициите на всяко от кучетата в социалната йерархия. Използват различни пози, движения и други средства за невербална комуникация, които разкриват състоянието на ума. Тези сложни форми на социално познание и комуникация могат да се дължат на тяхната подвижност, игривост и способност да се вместят в човешките домакинствата и социално положение. Тези атрибути способстват кучета да изградят уникална връзка с хората, въпреки че са потенциално опасни хищници на върха на хранителната верига.
Въпреки че много от експертите не са съгласни върху голяма част от детайлите, касаещи опитомяването на кучето, не може да се отрече фактът, че човешкото въздействие е оказало съществено влияние при оформянето на подвида. Малко след опитомяването си кучетата се превръщат в животни, повсеместно разпространени сред човешката популация по цял свят. Предполага се, че кучетата навлизат в Новия свят от Сибир като прекосяват Беринговия проток заедно с човешката миграция. Смята се, че употребата на кучета за впряг се е оказало решаващ фактор при населването на новите континенти от опитомените животни преди около 12 000 години. Кучетата били важна част от живота на Атабаските племена в Северна Америка и са единствените отглеждани от тях опитомени животни (виж Коренно население на Субарктика на Северна Америка). Кучетата са използвани за пренасяне на голяма част от товара при миграцията на племената апачи и навахо допреди 1400 години. Използването на кучета като впрегатни и товарни животни в тези култури често продължава да съществува дори и след въвеждането на коня в Северна Америка.
Днес археолози и биолози са постигнали консенсус в определянето на приблизителната възраст на опитомяване на кучетата. Съществуват сигурни доказателства в това, че дивергенцията на генетичните различия между кучета и вълци започва преди около 15 000 години. Други приемат, че опитомяването е започнало по-рано. Не е известно дали хората насочено са опитомили вълка или линията на кучето не се е отделила еволюционно от тази на вълците, а опитомяването да е ускорило процеса. Последната теза е поддържана от биолозите Реймънд и Лорна Копингър. Според тяхната теория някои вълци са привлечени от поселищата на палеолитното население и тази привързаност е просто еволюционно обусловена.

### ДНК доказателства за произхода
Според ДНК доказателства прародителите на съвременните кучета се отделили от другите видове вълци преди около 100000 години, а били опитомени от тези вълци прародители преди около 15000 години. Това датиране прави кучетата едни от първите видове, които са опитомени от хората.
Има доказателства, че кучетата първо са били опитомени в Източна Азия, най-вероятно Китай, а някои от хората навлезли в Северна Америка са взели кучета с тях от Азия.
При мигрирането на хората, с тях мигрирали и разнообразни породи кучета. Неолитната революция и последвалата урбанизация водят до увеличаване популацията на кучета и нараснала нужда от специализация. Тези обстоятелства са предпоставка за селективно отглеждане с цел получаване на специализирани работни и домашни кучета.

## Анатомия и физиология

### Скелет
Зъбната формула на домашното куче е:
{\displaystyle {\frac {3(3).1(1).4(3).2}{3(3).1(1).4(3).3}}=42(28)}
Тялото на кучето е тяло на хищник ловец – издължено и силно, с дълги крайници и здрави челюсти.

### Козина
Домашните кучета често притежават остатъци от противоположни оттенъци, което е често срещана естествена камуфлажна шарка. Общата теория за противоположните оттенъци е, че животно осветено отгоре ще изглежда с по-светла горна половина и по-тъмна долна половина, където обикновено е със своя естествен оттенък. Това е шарка, която хищниците могат да се научат да търсят. Животно с противоположна шарка ще бъде с тъмно оцветена горна козина и светло оцветена козина отдолу. Това намалява видимостта на животното. Един остатък от тази шарка се намира в много породи под формата на светло петно, ивица или „звезда“ от бяла козина на гърдите или долната част на тялото. Козината на различни породи изисква различни грижи.

### Сетива

#### Зрение
Като повечето бозайници кучетата са дихроматични и имат цветно зрение еквивалентно на нарушено цветно зрение червено-зелено при хората.
Различните породи кучета имат различна форма и размер на очите, а имат и различна конфигурация на ретината. Кучетата с дълги носове имат високочувствителна област от ретината („visual streak“), която се простира по дължината на ретината и им придава много широко поле на зрение, докато тези с къси носове имат „area centralis“ – централна област с до три пъти по-голяма чувствителност на нервните окончания отколкото „visual streak“ – давайки им детайлно зрение приличащо на човешкото.
Някои породи имат поле на зрение до 270° (сравнено със 180° при хората), въпреки че породите с широки глави и къси носове имат много по-малко поле, достигащо 180°.

#### Слух
Кучетата могат да разпознават звуци с ниска честота 16 до 20 Hz (за сравнение при хората е 20 до 70 Hz) и висока честота над 45 kHz (при хората 13 до 20 kHz), а в допълнение на това могат да движат ушите си, което им помага бързо да локализират източника на звук. Осемнадесет и повече мускула могат да накланят, завъртат и повдигат или свалят кучешкото ухо. Кучето може да идентифицира източника на звук много по-бързо отколкото човек и да чуе звук на четири пъти по-голямо разстояние, отколкото би могъл човек. Кучетата с естествена форма на ухото по принцип чуват по-добре от тези с клепнали уши, каквито са ушите на много от домашните видове.

#### Обоняние
Кучетата имат близо 220 милиона обонятелни клетки на площ от приблизително площта на носна кърпичка (сравнено с 5 милиона на площ от пощенска марка при хората). Някои породи са селективно размножавани за много по-добро обоняние, дори и от кучешките си събратя. Каква информация всъщност получава кучето, когато души, не е добре разучено; отначало дебатирано, сега се е наложило мнението, че кучетата различават два различни типа миризми при следене, миризма във въздуха от човек или обект преминал, и миризмата на почвата, която не се променя за много по-дълго време. Характеристиките и поведението на тези два типа дири изглеждат различни, въздушната диря бивайки прекъсната на много места, но не замаскирана от други миризми, докато миризмата на почвата остава относително постоянна при внимателно и повторно търсене от кучето, но много по-податлива на „замърсяване“ с други миризми! При всеки случай, треньорите на кучета са установили, че е невъзможно да се дресира куче да следи по-добре, отколкото то го прави естествено. Вместо това задачата е да се мотивира правилно и да се дресира да поддържа вниманието си върху една-единствена следа и да игнорира всички останали, които иначе биха изглеждали по-интересни за едно недресирано куче. Едно напрегнато търсене на диря, например при търсене на кораб за контрабанда, може да бъде много изтощително за кучето, и кучето трябва да бъде мотивирано да продължи тази трудна задача за дълъг период от време.

### Метаболизъм при бягане
Кучетата могат да генерират голямо количество енергия за кратък период от време. Кучешкото сърце и бели дробове са по-големи в сравнение с всекидневните нужди на тялото. Кучето също има сравнително повече червени кръвни телца в сравнение с човека. През повечето време кучето пази тези допълнителни кръвни телца в далака си. Когато животното се окаже в ситуация, в която е нужен пълния му метаболизъм, като например игра или боричкане с други кучета, допълнителните кръвни телца се освобождават в кръвта. Големите сърце и бели дробове вече ще работят с пълен капацитет и кучето ще има подобрена възможност за аеробна дейност. Тази дейност ще генерира вътрешна топлина. Кучетата, бидейки покрити с козина, имат ограничена възможност за охлаждане. След кратко време животното трябва или да спре атлетичните действия, или рискува да прегрее. Човек лесно може да наблюдава този пример на интензивна активност последвана от периоди на почивка при кутретата. По време на фазата на почивка далакът събира червени кръвни клетки и животното може да диша интензивно, за да се охлади.

### Хранене
Има два варианта за хранене на кучето: домашно приготвена храна или промишлено произведена, под формата на гранули, консерви или паучове. Кучето е всеядно животно, но е хищник и като такъв преобладаващият вид храна трябва да е месо (сурово или обработено). Проблем при отглеждането изцяло с готова кучешка храна е високото съдържание на вещества в нея, които натоварват бъбреците и отделителната система на кучетата. Затова се препоръчва разнообразие в менюто, за да се получи пълноценно хранене.
В зависимост от възрастта си, кученцата трябва да се хранят до три пъти на ден в определено време. Кучето трябва да има постоянен достъп до чиста питейна вода.
Брой хранения дневно в зависимост от размера на кучето:
- Дребни породи до 4 месеца – 3 хранения; от 3 до 10 месеца – 2 хранения;
- Средни породи до 6 месеца – 3 хранения; от 6 до 12 месеца – 2 хранения;
- Едри и Гигантски породи до 6 месеца – 3 хранения; от 6 до 15 месеца – 2 хранения

### Размножаване
Половата активност при кучетата започва между шестия и осми месец и продължава до десетата и в редки случаи до дванадесет годишна възраст. Кучето има два цикъла на размножителна активност в една календарна година. Периодът, през време на който половата система на женското животно се подготвя за оплождане, се характеризира с набъбване (увеличаване обема) на външните полови органи (известен като разгоненост). Периодът на разгоненост продължава от четири до петнадесет дни. В него се включва и времето, през което женското животно може да е заплодено. Това продължава от четвъртия до осмия ден. От 3 до 5-ия ден след започване на този период става отделянето на яйцеклетките от яйчника. При чифтосването на кучетата мъжкият не може да се раздели с женската веднага след спермоотделянето. Тази фаза е известна като „заклещване“ и може да продължи 20 – 30 минути и дори до 1 час. През време на заклещването, кучетата не трябва да се безпокоят или да се разделят насилствено.
Бременността на женското животно продължава от 58 до 62 и в редки случаи до 65 дни. Женската кърми малките от 35 до 50 дни.

### Болести и смъртност
Големите кучета са предразположени към ортопедични проблеми (най-вече със ставите). Изключително големите кучета често имат по-кратък живот в сравнение със средните или малките породи.

## Етология
Кучетата са много социални животни, но техният личен характер и поведение могат да варират както с породата им така и с начина, по който се третират от стопаните си. Не е рядкост кучетата да нападат хора или други животни; това обаче в повечето случаи се дължи на неправилно отглеждане от страна на стопанина.

### Интелигентност
Кучетата се ценят за тяхната интелигентност, която се изразява различно при различните породи и индивиди. Например, граничарските колита са известни със способността си да заучават команди, докато други породи могат да не бъдат толкова мотивирани да се подчиняват, но вместо това да изразяват интелигентността си чрез измисляне на остроумни начини за крадене на храна и избягване от двора. Бидейки високо адаптивни животни, кучетата са се научили да изпълняват множество задачи, изисквани им от човека през поколенията. Кучетата изпълняват много роли из цялото земно кълбо. Те са незаменими в сфери като търсене и спасяване; ред и сигурност (включително кучета за атакуване, търсене на миризми и следене); охрана на животни, хора и имущество; помощ за пастири; кучешки впрягове за арктически експедиции; водачи на слепи и помощници на глухи хора; помощници при лов, както и много други роли на които могат да бъдат дресирани. На повечето кучета рядко им се налага да се справят с комплексни задачи и е малко вероятно да се научат на относително сложни дейности (като отваряне на врати) без допълнителна помощ. Някои кучета (като кучетата водачи на слепи хора) са специално дресирани да разпознават и избягват опасни ситуации.
Едно куче достига интелигентността на двегодишно дете. Средно кучетата могат да разберат 150 думи или жестове. Представители на най-умните породи разпознават 250 думи – колкото 2,5-годишно дете.

#### Оценка на кучешкия интелект
Значението на думата „интелект“ като цяло трудно може да се дефинира, и то не само във връзка с кучетата. Някои тестове измерват възможността за решаване на проблеми, а други тестват възможността да се учи в сравнение с други на същата възраст. Дефинирането на това понятие за кучетата също е толкова трудно. Твърде вероятно е кучетата да нямат възможност обмислят дадено действие, за да решат проблем.
Например, възможността да се учи бързо може да бъде знак за интелигентност. Обратно, това може да бъде интерпретирано като знак за желание да се угоди. При това някои кучета, които нямат желание да учат бързо, имат други таланти. Пример за това са породи, които не са особено заинтересовани да угодят на собственика си (например сибирско хъски). Хъскитата са увлечени с безчетните възможности за бягство от дворове, улавяне на малки животни, а често и измислянето на множество техни си находчиви начини за правене и на двете.
Кучетата водачи е нужно да бъдат покорни при всякакви положения. Това означава, че те трябва да научат огромен брой команди, да разбират как да действат в многообразие от ситуации, и да разпознават заплахи за техния стопанин, някои от които кучето може никога преди това да не е срещало.
Много собственици на породи кучета-пастири вярват, че породи като Кувас или Пиренейско планинско куче не са лесно дресируеми поради упорития си нрав, който им пречи да забележат целта на команди като „седни“ или „легни“. Фоксерите също могат да бъдат причислени към този тип. Тези кучета са отглеждани да имат по-голям стаден манталитет с другите кучета и по-малко доверие на директните команди на стопанина. Докато те може би нямат същия вид интелигентност като при Коли, те не са оглеждани с цел научаване и отговаряне на команди, а по-скоро да мислят за себе си, докато се дебне дивеча.
Нормално кучетата се научават на команди изпълнение на задачи на 7 месечна възраст.

## Кучетата и хората
Връзката между кучето и човека е древна като самото човечество. След последната ледникова епоха, нашите прадеди започнали да опитомяват вълчета, които постепенно приели хората като приятели. Оттогава до днес са създадени над 300 различни породи кучета. Едни от тях се използват за пазачи – ротвайлер, боксер, немска овчарка, дог. Санбернар спасяват хора, затрупани от лавини. Нюфаундленд е воден спасител. Ретривърите и немските овчарки са кучета-водачи за незрящите. Сетерът, гончето, риджбекът, кокерът, кръвоследникът и пр. са верни помощници на ловците. Полицейските кучета – немски овчарки, ротвайлери – откриват наркотици, помагат за залавянето на престъпници. Хъски и аляски маламут теглят шейните, които са единственото превозно средство в северните части на Аляска и Канада. Колитата пазят стадата овце от набезите на вълците. Създадени са клубове за отделните породи навсякъде по света.

### Използване в стопанството
Те могат да са „кучета-пазачи“, „служебни кучета“ „ловни кучета“ и „салонни кучета“. Изключителен принос имат в разпознаването на товари, съдържащи наркотици и други забранени вещества.
Бойни кучета, които могат да се опрат на вълк при борба, са: кангал, шарпланинец, алабай (средноазиатска овчарка), акбаш, ирландски вълкодав, ротвайлер, родезийски риджбек, дого аржентино, каракачанско куче, кавказка овчарка и (добре трениран) питбул и други. Всички кучета обаче трябва да са тренирани.

### Домашни любимци
Кучето е приятел на човека и от него става чудесно домашно животно. Малките кученца от всички породи са любимци на децата. При използване на куче за домашен любимец, децата се учат на отговорност и внимание, на което кучетата отговарят с любов и преданост.

### Рискове и опасности
Независимо че са опитомени от човека, кучетата могат да нападнат всеки от нас, включително и своя собственик. Не на последно място е рискът от заболявания при човека причинени от кучето като техен носител. Опасност за здравето в различна степен причиняват: дерматофитите (кожни гъбички); Някои кръгли глисти; тении; лептоспироза; бяс и мн. др. Опасност съществува и от паразитите (бълхи) пренасяни от кучето.

### В културата
- Кучето е едно от 12-те животни в годишния цикъл на китайския традиционен календар и оттам – и в китайската астрология.
- Кучето е символ на храброст, мъжество, безкористност, справедливост и вярна дружба.
- Две кученца олицетворяват хармонията на Ин-ян.
- Международен ден на кучета – последната неделя на месец април.

## Породи
Многобройно е изобилието от породи. Всички се отличават със свои собствени характеристики. Популярни са следните породи: болонка, английски сетер, басет, боксер, булдог, бигъл, бернски зененхунд, голдън ретрийвър, грьонендал, гренландско куче, дакел, далматинец, доберман, доберман-пинчер, дог, ердел териер, италианска хрътка, йоркширски териер, коли, крамбамбули, Кинг Чарлз шпаньол, австралийски териер, английски кокер шпаньол, американски кокер шпаньол, лъвско куче, лабрадор ретривър, мини пинчер, мини шнауцер, мини пудел, мопс, московска стражевая, малиноа, немска овчарка, немски дог, немски боксер, нюфаундленд, овернски брак, папийон, пекинез, пудел, ротвайлер, сетер, санбернар, салуки, сибирско хъски, самоед, териер, уипет, хъски, хрътка, чау-чау и чихуахуа. От своя страна породите се обединяват в групи, които имат подобни белези (шпиц) или се използват за еднаква работа (ловни кучета).
По размер и по външен вид кучетата от различни породи се различават много помежду си. Кучето е сред първите опитомени и одомашнени животни.